# Maojandino alami
Maojandino alami es la única especie conocida del género extinto Maojandino de dinosaurio saurópodo titanosauriano, que vivió a finales del período Cretácico, hace aproximadamente 70 millones de años durante el Maastrichtiense, en lo que es hoy subcontinente Indio. Su espécimen tipo es MSM-107-19 a MSM-117-19, un esqueleto parcial. Su localidad tipo es Alam Kali Kakor, que se encuentra en una arcilla fluvial del Maastrichtiiense en la Formación Vitakri de Pakistán.